# 托馬斯·內西德
托馬斯·內西德（1989年8月13日—）是一位捷克足球運動員。在場上的位置是前鋒。他現在效力於捷克足球乙级联赛球隊薛斯高夫，曾效力於貝沙和波希米揚斯。他也代表捷克國家足球隊參賽。